# Seth MacFarlane
Seth Woodbury MacFarlane (Kent, 26 de outubro de 1973) é um ator, dublador, animador, roteirista, comediante, produtor, diretor e cantor estadunidense. Ele é mais conhecido por ser o criador da série de animação Family Guy (1999-presente), além de ser o cocriador dos programas American Dad! (2005-presente) e The Cleveland Show (2009-2013), séries das quais Seth dubla vários dos personagens, além de criador da série The Orville, da qual também é protagonista.
Nascido em Kent, Connecticut, graduou-se na Escola de Design de Rhode Island, onde estudou animação, alcançando o grau de bacharel em Belas Artes. Seth foi um dos animadores e roteiristas de Hanna-Barbera para vários dos programas de televisão criados pela empresa, incluindo Johnny Bravo, Cow and Chicken, Dexter's Laboratory e I Am Weasel, antes de criar sua própria série para a 20th Century Fox em 1999, chamada de Family Guy. Após isso, tornou-se o cocriador de American Dad! em 2005 e de The Cleveland Show em 2009, para a FOX. Passou a trabalhar como produtor executivo do seriado The Winner da Fox.
Como ator, ele fez aparições em séries como Gilmore Girls, The War at Home e FlashForward. Ele tem interesse em ficção científica e fantasia, o que o levou a fazer pequenas participações como convidado em Star Trek: Enterprise e como dublador do personagem de Johann Kraus em Hellboy II: The Golden Army, de Guillermo del Toro. Em 2008, ele criou sua própria série no YouTube intitulada Seth MacFarlane's Cavalcade of Cartoon Comedy. Como cantor, já se apresentou em vários locais, incluindo o Carnegie Hall e o Royal Albert Hall.
MacFarlane ganhou vários prêmios por seu trabalho em Family Guy, incluindo dois Primetime Emmy Awards e um Annie Award. Em 2009, ele ganhou o prêmio Webby. Durante vários anos, a animação Family Guy tem sido alvo de críticas de grupos de vigilância da televisão, como o Conselho de Pais para a Televisão, que regularmente condena o programa por sua suposta "indecência". Ele ocasionalmente discursa em universidades e faculdades em todo os Estados Unidos, além de ser um defensor dos direitos dos homossexuais e da legalização da maconha.
Em um episódio do programa americano Conan, que foi ao ar em 10 de fevereiro de 2011, anunciou que estava dirigindo seu primeiro longa-metragem de comédia, chamado Ted. O filme é estrelado por Mark Wahlberg como um adulto que, quando criança, desejava que seu urso de pelúcia ganhasse vida. MacFarlane dublou e fez a captura dos movimentos do urso. O filme foi lançado em 29 de junho de 2012. A continuação, Ted 2, foi lançada em 2015. Seth foi o anfitrião da 85ª cerimônia do Oscar, em 24 de fevereiro de 2013.

## Infância e educação
Seth Woodbury MacFarlane nasceu em Kent, Connecticut, Estados Unidos. Seus pais, Ann Perry (nascida Sager, 1947-2010) e Ronald Milton MacFarlane (1946 -), nasceram em Newburyport, Massachusetts. Ele tem uma irmã mais nova chamada Rachael MacFarlane. Seth tem ascendência irlandesa, galesa, inglesa e escocesa. Seus pais conheceram-se em 1970, quando ambos viviam e trabalhavam em Boston, Massachusetts, e casaram-se mais tarde naquele mesmo ano. Em 1972, o casal mudou-se para Kent, onde Ann Perry começou a trabalhar no escritório de admissões da South Kent School e mais tarde no Colégio de Orientação e Escritórios de Admissão da Kent School, uma escola preparatória da faculdade seletiva onde Ronald também foi professor. Durante sua infância, interessou-se por ilustrações e fazia desenhos de personagens animados Fred Flintstone e Pica-Pau aos dois anos de idade. Com cinco anos, já sabia que queria seguir carreira em animação e criava flip books, depois que seus pais encontraram um livro sobre o assunto. Aos nove anos,  começou a publicar uma tira semanal em quadrinhos intitulada "Walter Crouton" para o The Kent Good Times Dispatch, um jornal local de Kent, Connecticut, que lhe pagava cinco dólares por semana. Sobre uma piada da época, disse numa entrevista dada em 2011: "sempre gostei e era estranhamente fascinado pela cerimônia da comunhão, então eu fiz uma faixa com um homem ajoelhado desenhado no altar recebendo a comunhão e dizendo: 'Posso ganhar batatas fritas com isso?' E isso, para o meu cérebro de 11 anos de idade, foi comédia..." O papel impresso por Seth gerou "uma carta irada do nosso padre local [...] Ele criou uma espécie de mini-polêmica em nossa pequena cidade."
MacFarlane recebeu seu diploma de ensino médio em 1991, da Kent School. Enquanto isso, ele continuou a trabalhar com animação e ganhou de presente uma câmera de 8 mm de seus pais. Seth passou a estudar cinema, vídeo e animação na Escola de Design de Rhode Island (RISD - sigla em inglês), onde obteve um diploma de bacharel em Belas Artes. Enquanto era estudante, tinha a intenção de trabalhar para a Disney, mas mudou de ideia depois de se graduar. Na RISD, criou uma série de filmes independentes e eventualmente encontrou parte do futuro elenco de dubladores de Family Guy, como Mike Henry, cujo irmão Patrick era colega de classe de MacFarlane. No seu último ano na RISD, criou um filme para a sua tese intitulado The Life of Larry, que acabaria por se tornar a inspiração para Family Guy. Seu professor apresentou o filme de Seth ao estúdio de animação Hanna-Barbera, onde mais tarde ele trabalharia.

## Vida profissional

### Hanna-Barbera
Após a faculdade, foi contratado pela Hanna-Barbera (então Hanna-Barbera Cartoons) com base no roteiro de The Life of Larry, ao invés da habilidade de Seth com desenhos animados. Ele foi uma das poucas pessoas contratadas pela empresa baseada apenas no seu talento como redator. Seth trabalhou como animador e roteirista da série animada Cartoon Cartoons, do canal Cartoon Network. Ele descreveu a atmosfera a Hanna-Barbera como semelhante a um "estrutura hollywoodiana antiga, onde você se move de um programa para o outro, ou salta de um trabalho escrito para uma animação e de uma animação para um trabalho em desenho." Ele trabalhou em quatro séries de televisão durante o período em que trabalhou no estúdio: Laboratório de Dexter, Cow and Chicken, I Am Weasel e Johnny Bravo. Tanto como roteirista quanto como desenhista, passou mais tempo trabalhando em Johnny Bravo. Ele achou mais fácil de desenvolver seu próprio estilo nessa animação, através do processo de roteirização do programa, fato que Dexter's Laboratory, Cow and Chicken e I Am Weasel não o ofereciam. Como membro da equipe de Johnny Bravo, reuniu atores e dubladores como Adam West e Jack Sheldon, de Schoolhouse Rock!. Ter conhecido esses indivíduos mais tarde tornou-se um ponto significativo para a produção e o sucesso de sua própria série, Family Guy.
Seth também fez trabalhos freelances para a Walt Disney Television Animation, quando escreveu roteiros para Jungle Cubs e Ace Ventura: Pet Detective. Através da observação rigorosa de elementos do roteiro, como a progressão da história e pontos da trama, MacFarlane classifica o seu trabalho para a Disney como, do ponto de vista do roteirista, muito valioso na preparação para a sua carreira (particularmente em Ace Ventura). Ele também criou e escreveu um curta intitulado Zoomates para o Oh Yeah! Cartoons, da Frederator Studios, na Nickelodeon. Em 1996, criou uma sequência de The Life of Larry chamada Larry and Steve, que apresenta um personagem de meia-idade chamado Larry e um cão intelectual chamado Steve. O curta foi exibido no What a Cartoon! Show, do Cartoon Network. Os executivos da Fox viram os dois curtas de Larry e logo começaram as negociações para uma série de animação no horário nobre do canal.

### Family Guy
Embora MacFarlane gostasse de trabalhar na Hanna-Barbera, ele sentiu que a sua verdadeira vocação era para o horário nobre da animação, o que lhe permitiria um estilo muito mais ousado de humor. Ele primeiro apresentou o projeto de Family Guy para a Fox durante seu período na Hanna-Barbera. Um executivo de desenvolvimento da empresa, que estava tentando voltar para o negócio do horário nobre na época, apresentou MacFarlane à Leslie Collins e Mike Darnell, chefes de departamento de comédia alternativa da Fox. Depois do sucesso de King of the Hill, em 1997, ele chamou Collins mais uma vez para perguntar sobre um possível segundo passo para a série. A empresa fez uma oferta estranha ao jovem roteirista: a Fox deu-lhe um orçamento de 50 mil dólares para produzir um piloto que poderia levar a uma série (o custo da maioria dos episódios de animação de produções do horário nobre são de pelo menos um milhão de dólares). Relembrando a experiência em entrevista ao The New York Times, MacFarlane declarou: "Eu passei cerca de seis meses sem dormir e sem vida, apenas desenhando como um louco na minha cozinha fazendo este piloto".

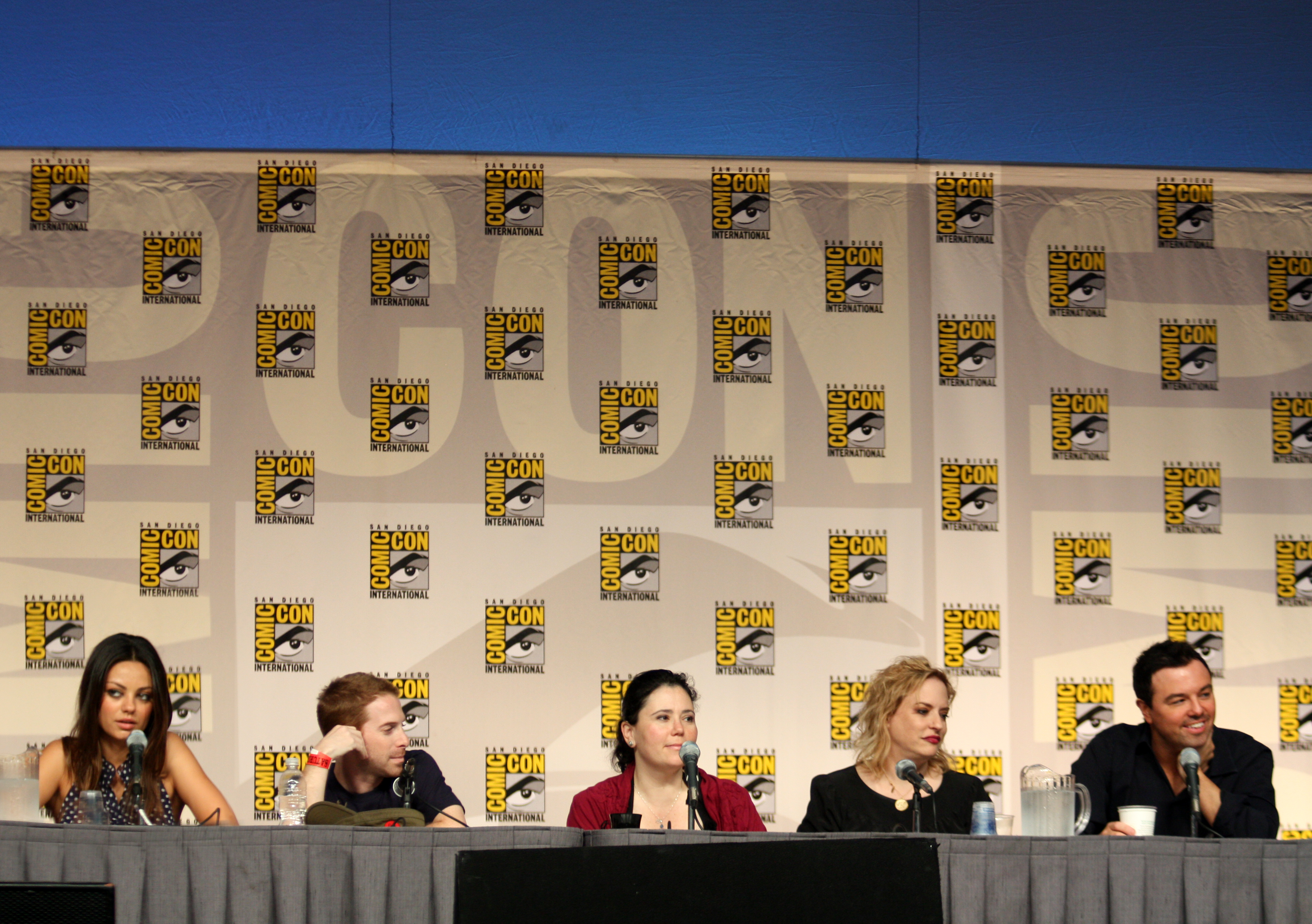
Elenco de dubladores de Family Guy reunido na Comic-Con de 2009.

Depois de seis meses, voltou para a Fox com um "filme animado muito, muito simples e toscamente animado – com apenas o suficiente para obter o tom de programa". A apresentação do piloto aos executivos da empresa foi um sucesso e eles imediatamente ordenaram o início da série. Em 15 de maio de 1998, a Fox Broadcast Company encomendou treze episódios de Family Guy e marcou sua estreia para janeiro de 1999. A animação foi inicialmente concebida para ser uma série de curtas exibidas na MADtv, algo parecido com a forma como The Simpsons começou no The Tracey Ullman Show uma década antes. As negociações para a com a MADtv falharam completamente no início, como resultado de preocupações orçamentais. Aos 24 anos, era o mais jovem produtor executivo de televisão.
Family Guy foi ao ar pela primeira vez em 31 de janeiro de 1999. O trabalho de MacFarlane na animação foi influenciado por Jackie Gleason e Hanna-Barbera, juntamente com referências retiradas de The Simpsons e de The Family Stone. Além de ter escrito três episódios - "Death Has a Shadow", "Family Guy Viewer Mail 1" e "North by North Quahog" - ele dubla os personagens principais do programa, como Peter Griffin, Stewie Griffin, Brian Griffin e Glenn Quagmire, além de Tom Tucker, o seu filho Jake e personagens adicionais. Amparado pelas altas vendas de DVDs e de uma lealdade estabelecida entre os fãs da série, Family Guy tornou-se uma franquia de 1 bilhão de dólares. Em 4 de maio de 2008, após cerca de dois anos e meio de negociações, chegou a um acordo de 100 milhões de dólares com a Fox para manter Family Guy e American Dad até 2012. O acordo torna Seth o roteirista mais bem pago na televisão por assinatura em todo o mundo. Além disso, um videogame de Família Guy foi lançado em 2006. Dois anos depois, em agosto de 2007, ele fechou um acordo de produção de conteúdo digital com o AdSense.
Em 22 de julho de 2007, em uma entrevista ao The Hollywood Reporter, Seth anunciou que poderia começar a trabalhar em um filme, apesar de não ser "nada oficial". Em setembro de 2007, Ricky Blitt, em uma entrevista ao TV.com, confirmou que já começou a trabalhar no roteiro do longa-metragem. Em seguida, na edição de 18 de julho de 2008 da TV Week, MacFarlane confirmou planos de produzir um filme de Family Guy em algum momento "no próximo ano". Seth teve uma ideia para a história, "algo que você não poderia fazer no programa, que é a única razão para fazer um filme". Mais tarde, ele passou a dizer que ele imagina que o filme seja "um musical à moda antiga com diálogos", semelhante à 'The Sound of Music, dizendo que ele "estava realmente tentando capturar, musicalmente, esse sentimento".
Apesar de sua popularidade, a animação Family Guy não está imune a críticas. O Parents Television Council (PTC) frequentemente critica o programa ao verificar seu conteúdo e chegou a organizar uma campanha de cartas com o objetivo de retirar a série da programação da Fox, além de ter apresentado queixas com a Comissão Federal de Comunicações, alegando que alguns episódios da série continham "conteúdo indecente". MacFarlane respondeu às críticas do PTC, dizendo, entre outras coisas, que "isso é o mesmo que receber cartas de ódio de Hitler. Eles são seres humanos literalmente terríveis." A série foi cancelada duas vezes, embora o apoio dos fãs forte e as vendas em DVD tenha feito a Fox reconsiderar o cancelamento. MacFarlane mencionou como esses cancelamentos afetaram a formação dos roteiristas cada vez que Fox aprovava o programa: "Um dos aspectos positivos de Family Guy ser constantemente posto para fora [do ar] é que nós sempre temos que recontratar os roteiristas".

### American Dad!
Seth co-criou American Dad! com Matt Weitzman e Mike Barker. O programa foi exibido pela primeira vez como uma prévia após o Super Bowl XXXIX, em 6 de fevereiro de 2005. A animação começou a ser exibida regularmente na Fox em 1 de maio de 2005. Ele descreve o programa como sendo semelhante a The Family Stone.
American Dad! foi inspirado nas políticas do presidente George W. Bush. O programa se concentra em Stan Smith, um antigo agente da CIA e um ativista conservador. A esposa de Stan (Francine) e as crianças, (Hayley e Steve), são parte de uma típica casa de subúrbio da classe média estadunidense, com Roger, um extraterrestre resgatado por Stan da Área 51, e Klaus, um peixe dourado que hospedado no cérebro transplantado de um esquiador da Alemanha Oriental que disputava as Olimpíadas de 1988. Ele dubla as vozes de Stan e Roger, e para a voz deste último baseia-se na atuação de Paul Lynde como tio Arthur em Bewitched. Sua irmã, Rachael MacFarlane, dubla de Hayley.

### The Cleveland Show

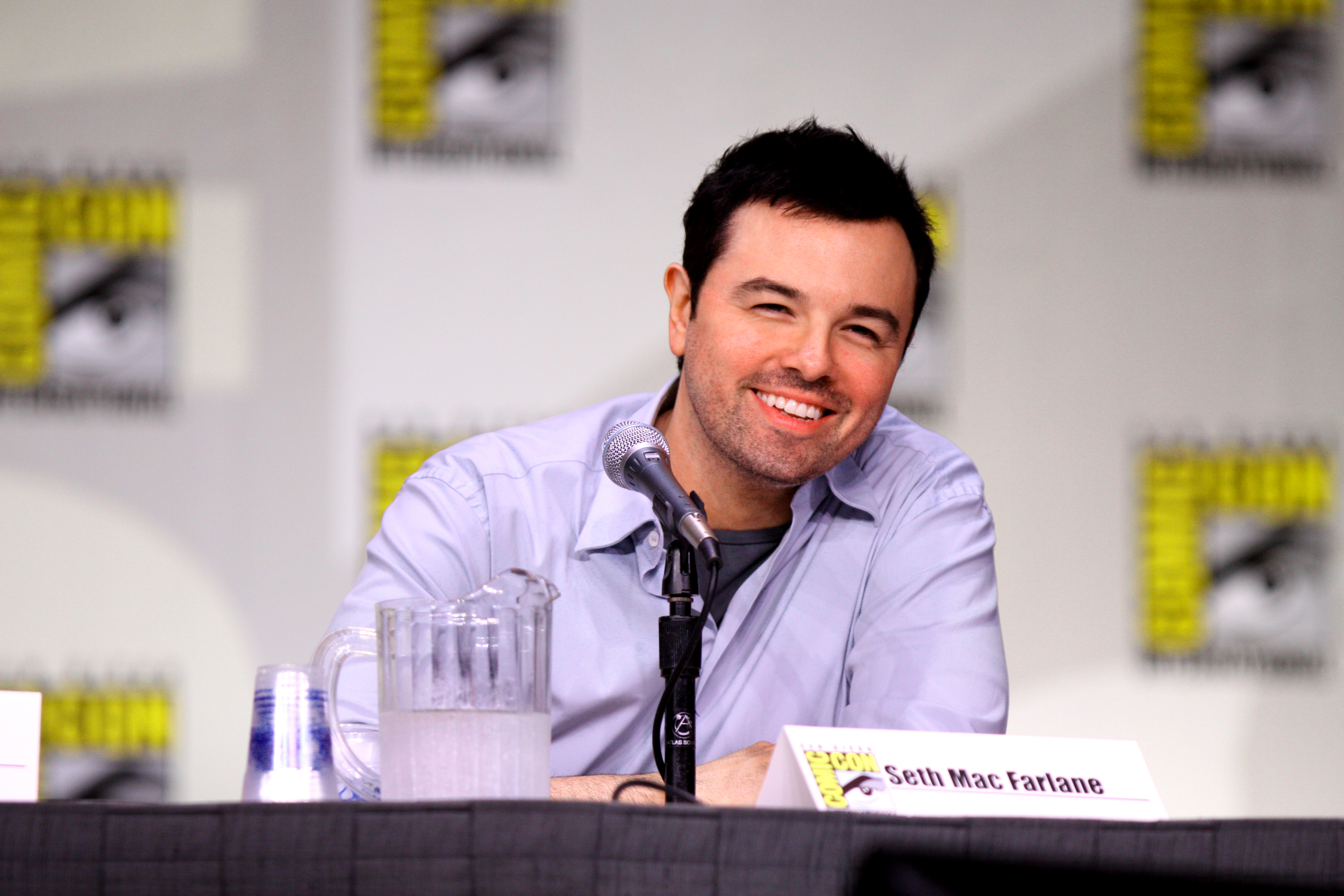
Seth na San Diego Comic-Con de 2011.

MacFarlane desenvolveu um spin-off de Family Guy chamado The Cleveland Show, que incide sobre o personagem de Cleveland Brown e sua família. A ideia que originou o programa partiu de uma sugestão do redator de Family Guy e dublador de Cleveland, Mike Henry. A Fox ordenou 22 episódios e a série foi ao ar em 27 de setembro de 2009. A animação, que foi ao ar com a primeira temporada composta por 22 episódios, foi mantida pela Fox para uma segunda temporada, composta por 13 episódios, elevando o número total para 35 episódios. O anúncio foi feito em 3 de maio de 2009, antes mesmo da estreia da primeira temporada. Esta é também a única série criada por MacFarlane que não tem seu personagem principal dublado por ele.

### Ted
MacFarlane fez sua estréia no cinema como diretor de longa-metragem com o lançamento de Ted em 2012. Além de dirigir o filme, também escreveu o roteiro, atuou como produtor e estrelou como o dublador do personagem principal. O filme conta a história de John (Mark Wahlberg) e de seu urso de pelúcia falante (MacFarlane), que impede John e sua namorada Lori (Mila Kunis) de seguir em frente com as suas vidas. O filme recebeu críticas geralmente positivas dos críticos e do público, além de ter sido um sucesso de bilheteria, abrindo com o maior fim de semana em lucro bruto de todos os tempos para uma comédia original.

### Outros trabalhos
MacFarlane foi o produtor executivo de uma sitcom estrelada por Rob Corddry chamada The Winner. O programa estreou na Fox em 4 de março de 2007. A trama conta a história de um homem chamado Glen, discutindo o tempo que ele amadureceu aos 32 anos de idade e seu envolvimento com o amor de sua vida logo depois que ela se muda para a porta ao lado. No dia 10 de setembro de 2008, Seth lançou uma série de webisódios chamada de Seth MacFarlane's Cavalcade of Cartoon Comedy, com seus curtas de animação promovidos pela Burger King e publicados semanalmente.
MacFarlane geralmente participa como um dos anfitriões anuais do Comedy Central Roast. Em maio de 2011, foi relatado que ele tinha assinado um acordo para reiniciar o desenho Os Flintstones, que voltaria a ser exibido em 2013. Ele disse que iria emprestar sua voz para Barney. No entanto, na San Diego Comic-Con, em julho de 2012, ao promover o filme Ted, ele revelou que o projeto havia sido arquivado, devido à resposta recebeu da empresa de produção, a Fox.
Em agosto de 2011, a Fox anunciou que tinha pedido um remake de 13 episódios da série Cosmos: Uma Viagem Pessoal, que MacFarlane vai co-produzir com Ann Druyan e Steven Soter. A série foi apresentada por Neil deGrasse Tyson e exibida no canal em 2014, com repetições ao ar no canal National Geographic na mesma noite. Ele confirmou que está trabalhando no que será a sua quinta série animada com Alex Borstein e Janetti Gary. Atualmente não se sabe muito sobre a série, que não será sobre uma família e terá uma protagonista feminina.
MacFarlane anunciou uma nova animação de sua autoria na Fox chamada Bordertown e que deve estrear na temporada 2014/2015. A série contará a história de duas famílias que moram em uma cidade na fronteira Estados Unidos-México.

#### Carreira musical
MacFarlane é um hábil pianista e cantor, que em seus primeiros anos, treinou com os instrutores vocais de Lee e Sally Sweetland, Barbra Streisand e Frank Sinatra. Em 2009, ele apareceu como vocalista, nos The Proms da BBC. Em 2012, foi anunciado que Seth apareceria novamente no programa, com a Orquestra John Wilson em um concerto celebrando os musicais da Broadway. Ele assinou um contrato com a gravadora Universal Republic Records e lançou um álbum em 2011. O álbum de estúdio de MacFarlane, Music Is Better Than Words, foi anunciado em 2010 e lançado em 27 de setembro de 2011, com base nos seus estudos e na sua atração pelo "The Great American Songbook e particularmente o início até o final dos anos 1950, a era de orquestração." O cantor, quando questionado sobre a sua experiência com a música, disse que fez "velhas composições de Nelson Riddle e Billy May com um dos meus compositores, Ron Jones, que tem um grupo chamado Influence Jazz Orchestra que ele apresenta por toda L.A."

## Ativismo

### Palestras

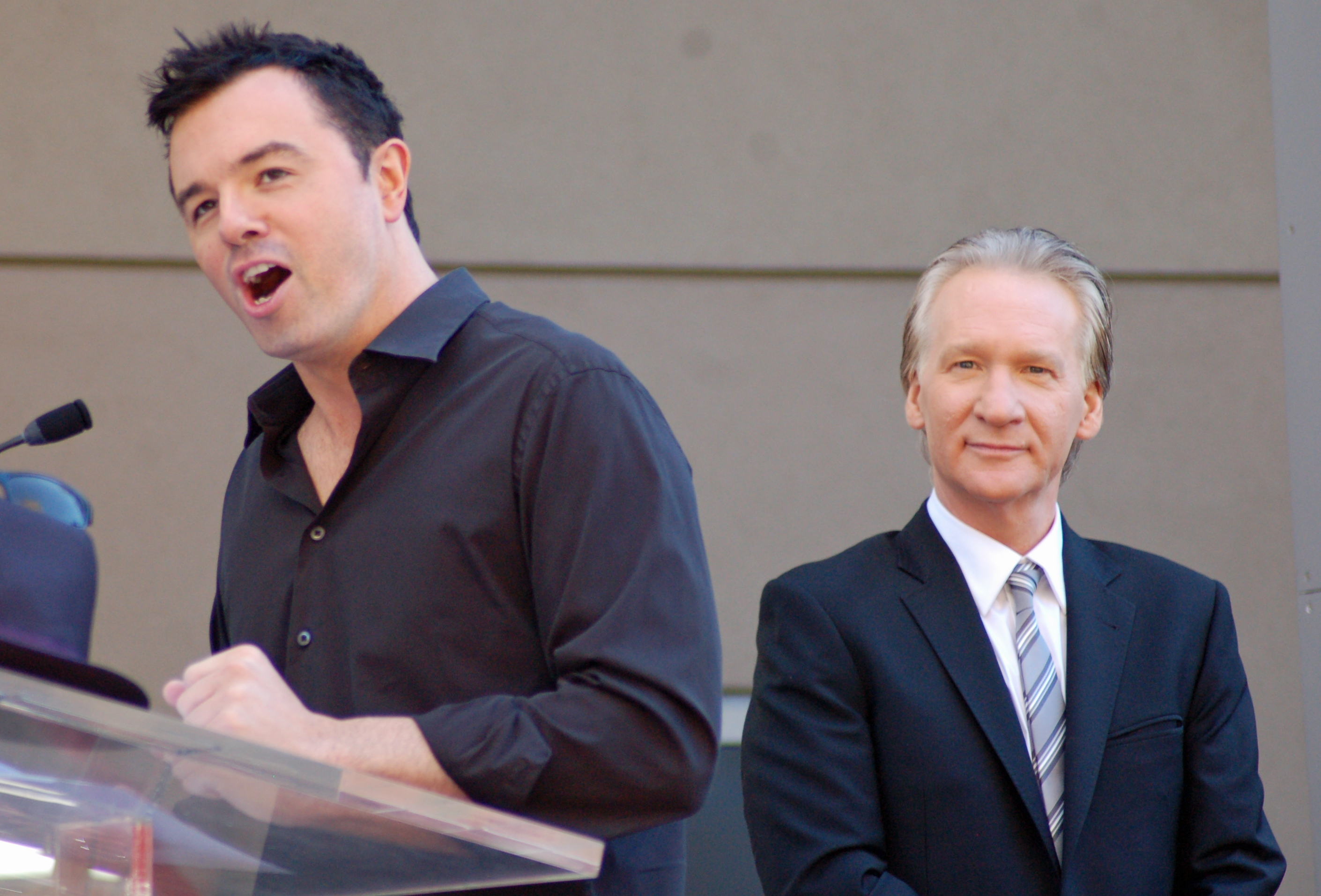
MacFarlane discursando na cerimônia para Bill Maher receber uma estrela na Calçada da Fama em setembro de 2010

MacFarlane é um convidado frequente para fazer palestras em campi universitários. Em 16 de abril de 2006, ele foi convidado pela Universidade de Stanford para falar a um público de mais de 1 000 pessoas no Auditório do Memorial. Seth também foi convidado pela Universidade de Harvard para uma palestra em 7 de junho de 2006. Ele falou como a si mesmo e também como Peter Griffin, Stewie Griffin e Glenn Quagmire. Ele também fez discursos na Universidade George Washington, Universidade Washington em St. Louis, Universidade do Texas, Universidade do Missouri, Universidade de Toledo, Universidade Estadual Bowling Green e Universidade Loyola Marymount.

### Greve dos roteiristas americanos de 2008
Durante a greve dos roteiristas americanos de 2008, ele publicamente apoiou o sindicato dos roteiristas e participou totalmente da greve. A produção oficial de Family Guy foi interrompida em sua maioria em dezembro de 2007 e em vários períodos depois. A Fox continuou produzindo episódios sem a aprovação final de MacFarlane e embora ele tenha se recusado a trabalhar no programa durante a greve, o contrato com a Fox o obrigou a contribuir com quaisquer episódios posteriormente produzidos. Rumores da produção contínua em Family Guy forçaram a declaração de Seth de que "... que seria apenas uma jogada colossal se eles fizessem isso". A greve terminou em 12 de fevereiro de 2008.

### Visão política
Seth é um defensor do Partido Democrata dos Estados Unidos. Ele doou mais de US$ 200.000 para várias comissões democratas do Congresso estadunidense e para a campanha presidencial de 2008 de Barack Obama. Seth também afirmou que apoia a legalização da maconha.

#### Apoio aos direitos dos homossexuais
MacFarlane começou a apoiar os direitos dos homossexuais e o casamento entre pessoas do mesmo sexo após um membro de sua família ter perguntado em voz alta se a homossexualidade de seu primo gay poderia ser "curada". O incidente o irritou, sendo que ele disse em uma entrevista de 2008 para a The Advocate que tal declaração "foi uma merda horrível de se ouvir de alguém que você ama." Seth disse que a sua reação a esse acontecimento é uma consequência da educação que recebeu de seus pais, que o criaram para ser uma pessoa lógica.

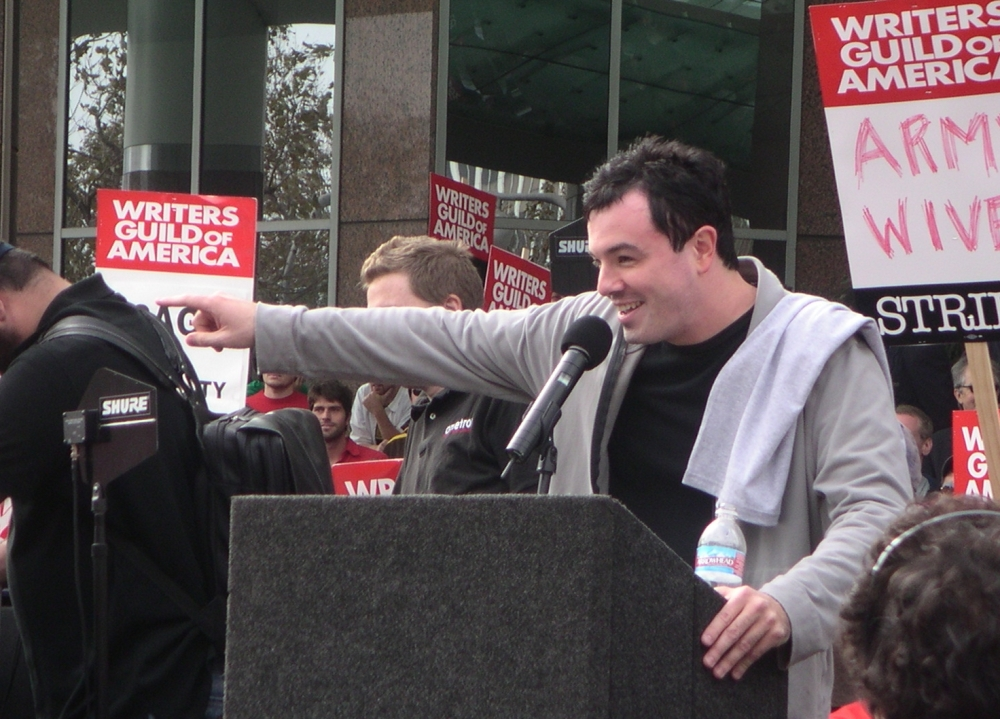
Seth MacFarlane discursando para membros do sindicato dos roteiristas em 2007, em Culver City, Califórnia.

Ele é apaixonado por seu apoio aos direitos dos homossexuais. Ele afirmou que é "irritante e idiota" que dois parceiros homossexuais "têm que passar por constrangimentos, como quando param em um hotel e o cara atrás do balcão diz: 'Você quer um quarto ou dois?'". Ele disse: "Eu sou incrivelmente apaixonado por meu apoio à comunidade homossexual e em relação ao que ela está tendo que lidar neste momento atual da história." MacFarlane continuou: "Por que é que um 'João Sem Braço' na merda da Geórgia pode bater em uma mulher, ser legalmente casado com ela e, em seguida, bater nela novamente, enquanto dois escritores inteligentes, sofisticados e que estão juntos há 20 anos não podem se casar?" MacFarlane, em reconhecimento por "seu compromisso ativo e apaixonado de valores humanistas e por seu apoio sem medo aos direitos igualitários e às outras questões de justiça social", foi nomeado o "Humanista do Ano de Harvard", em 2011.
Apesar de sua posição sobre os direitos dos homossexuais, ele foi criticado por sua interpretação do transexualismo no episódio de Family Guy "Quagmire's Dad". O romancista gay Brent Hartinger encontrou no episódio observações transfóbicas dos personagens Peter e Lois Griffin - além de uma cena em que Brian vomita profusamente ao descobrir que sua nova namorada é transgênera (uma referência satírica ao icônico filme The Crying Game) - que são "chocantemente insensíveis". Hartinger continuou, "Francamente, é literalmente impossível desculpar-se pelo episódio de ontem à noite com palavras de MacFarlane, a menos que eu chegue à conclusão de que o homem é nada mais que um completo idiota". A Aliança Gay e Lésbica Contra a Difamação, uma organização LGBT de monitoramento da mídia, compartilhou "sérias preocupações sendo expressas por membros da comunidade" sobre o episódio. Ele disse que ficou "surpreso" com a reação negativa ao episódio "Quagmire's Dad", dizendo que "parece que [os críticos gays] não perceberam o fato de que era um retrato muito simpático de um personagem transexual." Ele ainda acrescentou: "Olha, Brian é um personagem heterossexual, como eu sou. Se eu descobrisse que tinha dormido com um transexual, eu poderia reagir da mesma forma que um gay quando olha para uma vagina e diz: 'Oh, meu Deus, isso é nojento!"

## Vida pessoal
MacFarlane se identifica como um fã de Star Wars, Star Trek e de ficção científica em geral. Ele apareceu em uma convenção de Star Wars para promover o seu novo episódio de Family Guy, "Blue Harvest", em 26 de maio de 2007. O interesse de Seth por ficção científica e música são temas regulares em seus aniversários e nas festas de Natal em Los Angeles. Em 2009, ele realizou uma festa de Natal temática baseada em Star Wars. Em 2010, ele realizou uma festa para o seu aniversário com uma orquestra de 60 componentes e interpretada por Frank Sinatra Jr., cujo tema era o Rat Pack. Em 2012 namorou com a atriz Emilia Clarke.

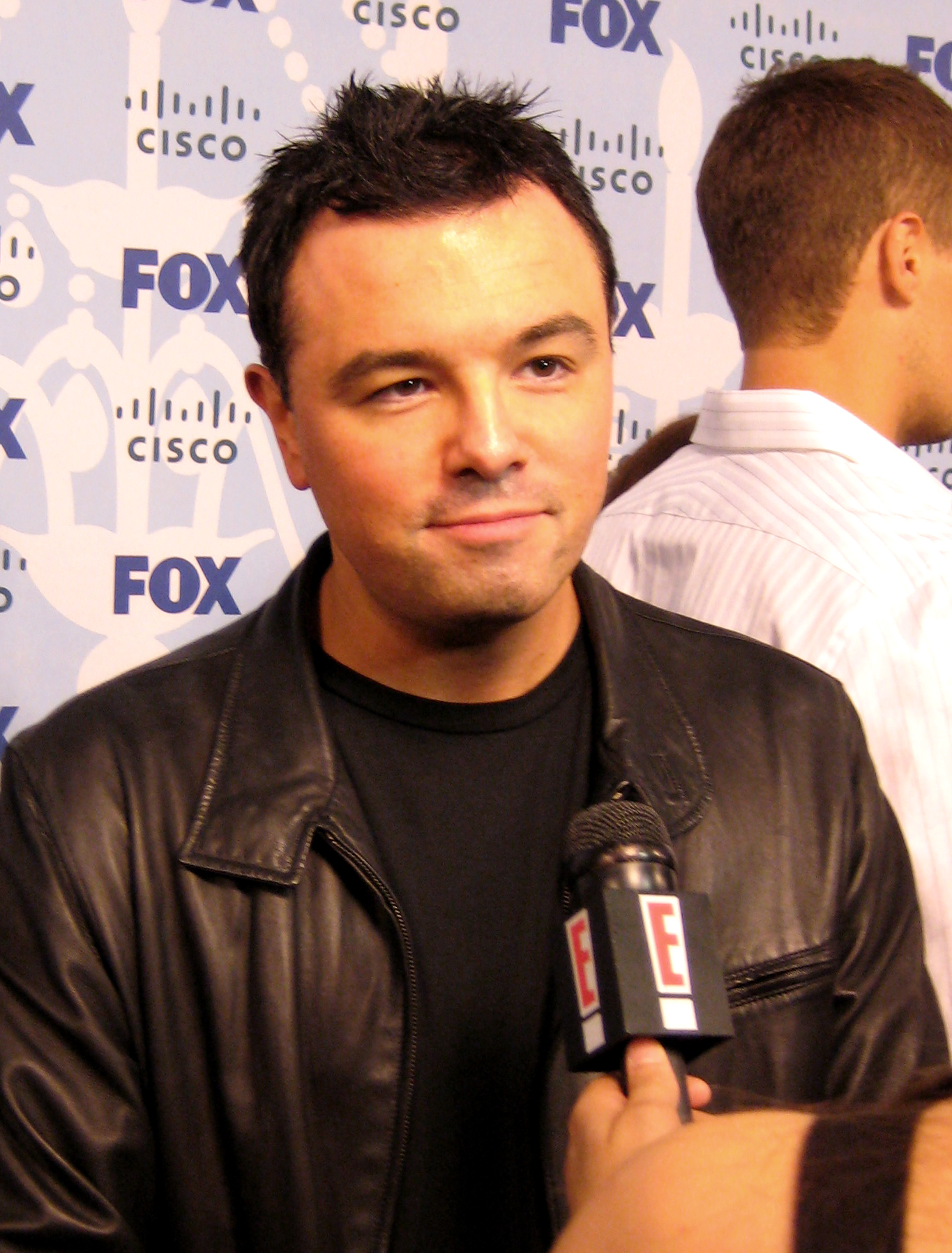
Seth MacFarlane sendo entrevistado durante a Fox Fall Eco-Casino Party, em Hollywood em setembro de 2008.

Em uma entrevista de 2004 para o The Daily Princetonian, MacFarlane observou suas semelhanças com o personagem Brian Griffin de Family Guy, afirmando: "Eu tenho algumas questões, do tipo que o Brian têm de tempos em tempos, como procurar pela pessoa certa, mas eu saio com várias." Ele também revelou que Brian é o seu personagem favorito de Family Guy, porque ele se sente mais confortável ao interpretar esse papel.[carece de fontes?]
No início de 2007, sua companheira comediante Alex Borstein relatou em uma entrevista que MacFarlane é antiquado em vários aspectos de sua vida e que "o seu conhecimento da cultura pop é muito retrô. Seth não tem e-mail em casa, não possui um computador e ele realmente não assiste à televisão. Ele não entende o MySpace e despreza a música mais nova."
Em 16 de julho de 2010, a mãe de Seth, Ann Perry MacFarlane, morreu após uma longa batalha contra o câncer. Sua morte foi relatada por Larry King em seu programa, Larry King Live, que relembrou de uma conversa que teve com ela durante uma entrevista com o filho em maio de 2010. Uma breve cena na abertura do primeiro episódio da 9ª temporada de Family Guy ("And Then There Were Fewer") menciona sua vida e dedica o episódio a ela. MacFarlane é ateu, mas afirma não ter nenhum problema com pessoas religiosas em geral.

### 11 de setembro
Na manhã do dia 11 de setembro de 2001, MacFarlane estava com um horário programado para voltar para Los Angeles no Voo 11 da American Airlines, de Boston. Sofrendo de uma ressaca por causa de uma festa da noite anterior e com a hora de partida incorreta (08h15 ao invés de 07h45) por causa de seu agente de viagens, ele chegou ao Aeroporto Internacional de Boston cerca de dez minutos atrasado para embarcar no voo e os portões já haviam sido fechados. Quinze minutos após a partida, o Voo 11 da American Airlines foi sequestrado e às 8:46 ele foi levado para a Torre Norte do World Trade Center, em Nova Iorque, colidindo o avião e matando todos a bordo.
Em uma entrevista ao TVShowsOnDVD.com, MacFarlane disse o seguinte sobre sua estreita ligação com o evento:
| “ | A única razão para que isso não tenha realmente me afetado, pois talvez poderia ter, é que eu realmente não sabia que estava em perigo até depois que acabou, então nunca tive esse momento de pânico. Após o fato, fiquei pensativo, mas as pessoas têm um monte de escapadas; você está atravessando a rua e é quase atropelado por um carro ... isso estava relacionado por mero acaso com algo enorme. Eu realmente não posso deixar isso me afetar porque eu sou um escritor de comédia. Eu tenho que deixar isso para trás. | ” |

### Processos judiciais
Em 3 de outubro de 2007, a  Bourne Co. Music Publishers entrou com um processo contra Family Guy acusando o programa de violar seus direitos autorais sobre a canção "When You Wish upon a Star", através de uma versão parodiada intitulada "I Need a Jew" que aparece no episódio "When You Wish Upon a Weinstein". A Bourne Co., o único proprietário dos direitos autorais da música nos Estados Unidos, alegou que a paródia era uma cópia "velada" de sua música e com letras antissemitas. Os citados nessa ação foram MacFarlane, a 20th Century Fox Film Corp, a Fox Broadcasting Co., o Cartoon Network e Walter Murphy; o processo tentou parar a distribuição do programa e pediu uma indenização não especificada. A Bourne argumentou que "I Need a Jew" usa a melodia protegida por direitos autorais de "When You Wish upon a Star", sem comentar sobre a música, e que não era, portanto, uma paródia protegida pela Primeira Emenda, através da decisão em Campbell vs Acuff-Rose Music, Inc. Em 16 de março de 2009, a juíza distrital dos Estados Unidos, Deborah Batts, decidiu que Family Guy não infringiu os direitos autorais da Bourne, quando transformou a música para uso em um episódio cômico.
Em dezembro de 2007, Family Guy foi novamente acusado de violação de direitos autorais quando o ator Art Metrano entrou com uma ação sobre uma cena no filme "Stewie Griffin: The Untold Story", em que Jesus faz o principal ato "mágico" de Metrano, que envolve absurdos gestos mágicos "faux", enquanto cantarolava a melodia "Fine and Dandy". MacFarlane, a 20th Century Fox, Steve Callaghan e Alex Borstein foram todos citados na ação. Em julho de 2009, um juiz de um Tribunal Distrital Federal rejeitou o pedido da Fox para negar o processo, dizendo que os três primeiros fatores de uso justo, que envolvem o "propósito e caráter do uso", a "natureza da obra violada", e a "quantidade e substancialidade da tomada", contaram a favor Metrano, enquanto o quarto fator, o "impacto econômico", precisava aguardar mais evidências. Ao negar a recusa, o tribunal considerou que a referência na cena fez referência a Jesus e seus seguidores e não a Metrano ou seu ato.

## Carreira

### Cinema
| Ano  | Filme                                | Papel                                                                                             | Notas                                                  |
| ---- | ------------------------------------ | ------------------------------------------------------------------------------------------------- | ------------------------------------------------------ |
| 1995 | The Life of Larry                    | Larry Cummings Steve Lois Cummings Vários personagens                                             | Filme feito na faculdade                               |
| 2005 | Stewie Griffin: The Untold Story     | Peter Griffin Stewie Griffin Brian Griffin Glenn Quagmire Tom Tucker Bugs Bunny Additional voices | Dublagem                                               |
| 2006 | Life is Short                        | Dr. Ned                                                                                           | Curta                                                  |
| 2008 | Hellboy II: The Golden Army          | Johann Kraus                                                                                      | Dublagem                                               |
| 2009 | Futurama: Into the Wild Green Yonder | Mars Vegas Singer                                                                                 | Dublagem                                               |
| 2010 | The Drawn Together Movie: The Movie! | I.S.R.A.E.L. (Intelligent Smart Robot Animation Eraser Lady)                                      | Dublagem                                               |
| 2010 | Tooth Fairy                          | Ziggy                                                                                             |                                                        |
| 2012 | Ted                                  | Ted                                                                                               | Dublagem/Captura de movimento Redator Diretor Produtor |
| TBA  | Lions vs Leopards                    | Rei Lionel VI                                                                                     | Dublagem                                               |
| 2014 | A Million Ways to Die in the West    | Albert                                                                                            | Ator Redator Diretor Produtor                          |
| 2015 | Ted 2                                | Ted                                                                                               | Ator Redator Diretor Produtor                          |

### Televisão
| Ano                     | Série                                         | Papel | Notas                                                                                |
| ----------------------- | --------------------------------------------- | --- | ------------------------------------------------------------------------------------ |
| 1995                    | The Shnookums and Meat Funny Cartoon Show     | Rhode Island Bug                                                                                         | Episódio 2.3: "Bugging Out!"                                                         |
| 1996                    | The Life of Larry and Larry & Steve           | Larry Steve Vários Personagens                                                                           |                                                                                      |
| 1996-1998               | Jungle Cubs                                   | | Redator                                                                              |
| 1996                    | Ace Ventura: Pet Detective                    | | Redator                                                                              |
| 1997-2002               | Johnny Bravo                                  | | Animador e redator 46 episódios                                                      |
| 1997-1998               | Laboratório de Dexter                         | | Animador e redator 23 episódios                                                      |
| 1997                    | A Vaca e o Frango                             | | Animador e redator 3 episódios                                                       |
| 1999–2002 2005–presente | Family Guy                                    | Peter Griffin Stewie Griffin Brian Griffin Glenn Quagmire Vários personagens                             | Criador/Produtor executivo/Dublador/Redator                                          |
| 2002–2003               | Gilmore Girls                                 | Zach / Bob Merriam                                                                                       | Episódio 2.21: "Lorelai's Graduation Day" Episódio 3.11: "I Solemnly Swear"          |
| 2003                    | Aqua Teen Hunger Force                        | Wayne, o Cérebro                                                                                         | Episódio 2.10: "Super Trivia"                                                        |
| 2003                    | The Pitts                                     | Voz do rádio                                                                                             | Episódio 1.3: "Squarewolves"                                                         |
| 2003–2005               | Crank Yankers                                 | Dick Rogers Arthur Johnson                                                                               | Apareceu em 4 episódios                                                              |
| 2004                    | Complete Savages                              | Apresentador de TV                                                                                       | Episódio 1.4: "Nick Kicks Butt"                                                      |
| 2004–2005               | Star Trek: Enterprise                         | Engenheiro                                                                                               | Episódios 3.20: "The Forgotten" e 4.15: "Affliction"                                 |
| 2005–2010               | Robot Chicken                                 | Ele mesmo, vários personagens                                                                            | Apareceu em 16 episódios                                                             |
| 2005                    | Inside the CIA                                | Stan Smith Roger                                                                                         | Redator/Animador/Ator                                                                |
| 2005–presente           | American Dad!                                 | Stan Smith Roger Vários personagens                                                                      | Cocriador/Produtor executivo/Dublador                                                |
| 2006                    | The War at Home                               | Hillary's Date                                                                                           | Episódio 2.5: "I Wash My Hands of You"                                               |
| 2007                    | Help Me Help You                              | Seth | Episódio 1.13: "Moving On"                                                           |
| 2007                    | Robot Chicken: Star Wars                      | Imperador Palpatine                                                                                      | Filme para TV                                                                        |
| 2007                    | The Family Guy 100th Episode Celebration      | Ele mesmo                                                                                                |                                                                                      |
| 2007                    | Yin Yang Yo!                                  | The Manotaur                                                                                             | Dublagem                                                                             |
| 2007                    | Hulu                                          | Ele mesmo                                                                                                | Comercial para televisão                                                             |
| 2007                    | 59th Primetime Emmy Awards                    | Stewie Griffin Brian Griffin                                                                             | Especial para televisão                                                              |
| 2008                    | Robot Chicken: Star Wars Episode II           | Imperador Palpatine Vários personagens                                                                   | Filme para televisão                                                                 |
| 2008–2009               | Seth MacFarlane's Cavalcade of Cartoon Comedy | Vários personagens                                                                                       | Criador; Aparece em 19 episódios                                                     |
| 2009                    | Bones                                         | Stewie Griffin                                                                                           | Episódio 4.25: "The Critic in the Cabernet"                                          |
| 2009                    | The Proms 2009                                | Ele mesmo                                                                                                | Prom 22: John Wilson Orchestra - A Celebration of Classic MGM Film Musicals - Singer |
| 2009–2010               | FlashForward                                  | Agente Jake Curdy Agente do FBI                                                                          | Episódio 1.1: "No More Good Days" e 1.15: "Queen Sacrifice";                         |
| 2009–2013               | The Cleveland Show                            | Tim, o Urso Vários personagens                                                                           | Cocriador/Produtor executivo/Dublador                                                |
| 2010                    | Phineas and Ferb                              | Jeff McGarland                                                                                           | Episódio 2.33: "Nerds of a Feather"                                                  |
| 2010                    | Comedy Central Roast of David Hasselhoff      | Ele mesmo                                                                                                | Anfitrião                                                                            |
| 2010                    | Robot Chicken: Star Wars Episode III          | Imperador Palpatine Vários personagens                                                                   | Filme para televisão                                                                 |
| 2011                    | Comedy Central Roast of Donald J. Trump       | Ele mesmo                                                                                                | Anfitrião                                                                            |
| 2011                    | Comedy Central Roast of Charlie Sheen         | Ele mesmo                                                                                                | Anfitrião                                                                            |
| 2011                    | Rove LA                                       | Ele mesmo                                                                                                | Episódio 1.10: "Seth MacFarlane, will.i.am e Lauren Graham"                          |
| 2011                    | Night of the Hurricane                        | Peter Griffin Stewie Griffin Brian Griffin Glenn Quagmire Tom Tucker Stan Smith Roger Vozes coadjuvantes |                                                                                      |
| 2012                    | FOX 25th Anniversary Special                  | Ele mesmo Peter Griffin Stewie Griffin Brian Griffin Stan Smith                                          |                                                                                      |
| 2012                    | Saturday Night Live                           | Ele mesmo (afintrião)                                                                                    | Episódio 38.1: "Seth MacFarlane/Frank Ocean"                                         |
| 2012–presente           | Weird Girl                                    | Chris |                                                                                      |
| 2012                    | The Proms 2012                                | Ele mesmo                                                                                                | Prom 59: John Wilson on Broadway - Singer                                            |
| 2013                    | 85th Academy Awards                           | Ele mesmo                                                                                                | Anfitrião                                                                            |
| 2013                    | The Simpsons                                  | Ben | Episódio 24.22 "Dangers on a Train"                                                  |
| 2014                    | Cosmos: A Space-Time Odyssey                  | Produtor executivo                                                                                       | 13 episódios                                                                         |
| 2017-2018               | The Orville                                   | Produtor executivo                                                                                       | 12 episódios (2017) - 14 episódios (2018)                                            |

### Discografia

#### Álbuns
| Detalhes do álbum | Melhores posições nas tabelas | Melhores posições nas tabelas |
| Detalhes do álbum | EUA                           | EUA (Jazz)                    |
| --- | ----------------------------- | ----------------------------- |
| Music Is Better Than Words - Lançamento: 27 de setembro de 2011 - Editoras: Universal Republic Records - Formato: CD, Vinil LP e download digital | 111                           | 2                             |

### Prêmios
| Ano  | Prêmio               | Categoria                                            | Trabalho                      | Título                                                                       | Resultado | Ref.    |
| ---- | -------------------- | ---------------------------------------------------- | ----------------------------- | ---------------------------------------------------------------------------- | --------- | ------- |
| 2000 | Primetime Emmy Award | Melhor Dublagem                                      | Stewie Griffin                | Family Guy                                                                   | Venceu    | [ 103 ] |
| 2002 | Primetime Emmy Award | Melhor Música e Letra Originais                      | Letra                         | Family Guy, "Brian Wallows and Peter's Swallows" – "You've Got a Lot to See" | Venceu    | [ 103 ] |
| 2006 | Annie Award          | Melhor Dublagem em uma Produção Animada de Televisão | Stewie Griffin                | Family Guy                                                                   | Venceu    | [ 104 ] |
| 2009 | Webby Award          | Film & Video Person of the Year 2009                 | —                             | —                                                                            | Venceu    | [ 105 ] |
| 2009 | Primetime Emmy Award | Melhor Dublagem                                      | Peter Griffin                 | Family Guy                                                                   | Indicado  | [ 106 ] |
| 2010 | Primetime Emmy Award | Melhor Música e Letra Originais                      | Música e letras               | Family Guy                                                                   | Indicado  | [ 107 ] |
| 2010 | Teen Choice Award    | Melhor Série Animada                                 | Criador                       | Family Guy                                                                   | Venceu    | [ 108 ] |
| 2011 | Teen Choice Award    | Melhor Vilão de Televisão                            | Stewie Griffin                | Family Guy                                                                   | Indicado  | [ 109 ] |
| 2011 | Teen Choice Award    | Melhor Série Animada                                 | Criador                       | Family Guy                                                                   | Indicado  | [ 109 ] |
| 2012 | Teen Choice Award    | Melhor Voz em Filme                                  | Ted                           | Ted                                                                          | Indicado  | [ 110 ] |
| 2012 | Teen Choice Award    | Choice Movie Chemistry                               | Ted                           | Ted                                                                          | Indicado  | [ 110 ] |
| 2012 | Teen Choice Award    | Choice Summer Movie: Comedy/Music                    |                               | Ted                                                                          | Indicado  | [ 110 ] |
| 2013 | Oscar                | Melhor Canção Original                               | Everybody needs a Best Friend | Ted                                                                          | Indicado  |         |